# Гекльберрі Фінн
Гекльберрі Фінн (Гек Фінн) — герой книги, один з головних персонажів Марка Твена. Найкращий друг Тома Сойєра.
Є безхатченком, позаяк його батько — п'яничка.
Усі хлопці мріяли бути як він, оскільки думали, що він вільний птах — не ходить до школи, спить де хоче і коли хоче, не відвідує церкву, лається, палить люльку і т. ін.
Насправді життя Гека Фінна було не аж таке чудове, як вважали хлопці. Гекльберрі спав у бочці, постійно шукав собі їжу, ховався від голодних собак та ходив у лахмітті, міг ні за що отримати по шиї.

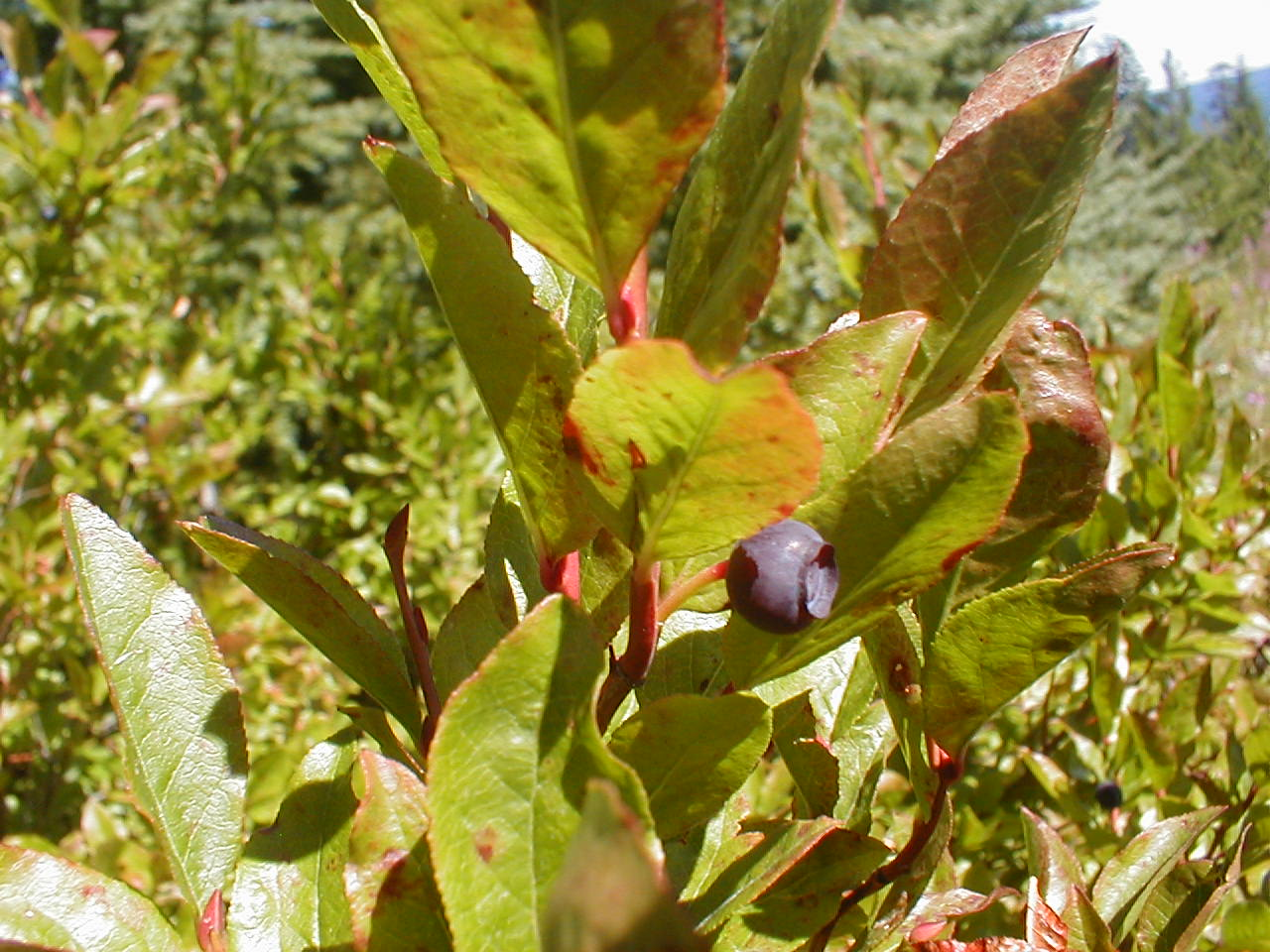
Huckleberry

Словом huckleberry називається споріднена лохині і чорниці дрібна ягода, поширена в Північній Америці. З 1835 року слово фіксується в значенні «незначна людина».
Прототипом Гекльберрі був друг дитинства Марка Твена — Том Бленкеншип (Tom Blankenship). Спочатку письменник заперечував, що Гек списаний з реально існуючої людини, але згодом у своїй «Автобіографії» зізнався: «У „Гекльберрі Фінна“ я вивів Тома Бленкеншіпа саме таким, яким він був. Невихованим, немитим і завжди голодним, але найдобрішим серцем серед усіх, кого я знав. Він користувався необмеженою свободою і був єдиною по-справжньому незалежною людиною в нашому містечку і, як наслідок, постійно і безтурботно щасливим. Всі ми йому заздрили». Старший брат Тома справді допомагав переховуватися втікачу негру, хоча подібний вчинок на рабовласницькому Півдні вважався ганебним для білого, а за негра пропонувалася грошова винагорода, яка могла б стати для бідної сім'ї Бленкеншипів непоганою підмогою. Мабуть, ця історія послужила одним з мотивів для другого роману.